# Organisation des Suisses de l'étranger

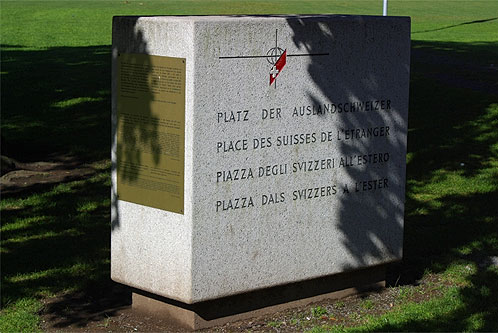
Monument au suisse de l'étranger.

L'Organisation des Suisses de l'étranger est une fondation de lobby suisse.

## Buts
Le but principal de l'organisation est de représenter les quelque 761 930 Suisses vivant à l'étranger. Il vise également à renforcer les liens existant entre ces expatriés et leur pays d'origine ainsi qu'a leur fournir différentes prestations de services, particulièrement de l'information et des conseils en matière de droit, d'assurances sociales et de formation.
Basée à Berne, elle est officiellement reconnue par les autorités fédérales et est mandatée par le Département fédéral des affaires étrangères. Elle publie également la Revue Suisse en cinq langues qui est distribuée à plus de 400 000 exemplaires dans 190 pays.

## Organisation
L'organe suprême de l'OSE est le Conseil des Suisses de l'étranger (CSE), qui se compose de parlementaires ou anciens parlementaires ainsi que de délégués des pays qui ne sont pas élus par les Suisses. Un comité formé de huit membres du conseil et d'un président prépare les travaux du conseil et le représente à l'extérieur. Il est assisté d'un secrétariat permanent d'une vingtaine de collaborateurs.
Le CSE se réunit deux fois par année, au printemps ainsi que lors du congrès annuel à la fin de l'été, pour examiner toutes les questions de politique touchant les Suisses de l'étranger et pour faire connaître la position officielle mais privée du conseil sur ces questions. Entre les sessions, le Comité et le secrétariat traitent les affaires courantes.
La représentativité de l'OSE est contestée dans plusieurs pays, dans la mesure où ses membres ne sont pas élus directement (ils sont élus au suffrage indirect par les présidents d'associations - eux-mêmes peu élus- qui représentent moins de 5 % de la communauté. Le titre de Parlement que l'OSE s'attribue souvent, est donc un abus de langage.
En plus de l'OSE, plusieurs organisations spécialisées s'occupent des Suisses de l'étranger : 
- le comité pour écoles suisses à l'étranger (CESE) qui soutient la formation de jeunes suisses de l'étranger et représente les intérêts des écoles suisses à l'étranger auprès du public, de l'économie et des autorités en Suisse
- l'association pour l'encouragement de l'instruction de jeunes Suissesses et Suisses de l'étranger (AJAS) qui a été créée en 1962 conjointement par l'OSE et Pro Juventute et qui a pour but de faciliter la formation en Suisse de jeunes compatriotes de l'étranger
- la fondation pour les enfants suisses à l'étranger (FESE), qui propose, depuis 1917, des possibilités de séjours de vacances en Suisse aux enfants suisses de l'étranger de 8 à 14 ans
- Soliswiss, fondé en 1958, sous le nom de "fonds de solidarité des Suisses de l'étranger", permettant aux expatriés de s'assurer contre la perte de ses moyens d'existence en raison d'évènements politiques
- la fondation pour les Suisses de l'étranger, créée en 1939, qui financer des projets et des prestations de services des différentes institutions des Suisses de l'étranger
- l'association pour la promotion de l'OSE, fondée en 1971, qui soutient financièrement la fondation et assure sa publicité
- la fondation « Place des Suisses de l'étranger Brunnen », créée en 1991, qui gère la Place des Suisses de l'étranger située dans la baie de Brunnen à la fin de la Voie Suisse
- la fondation Schnyder von Wartensee, créée en 1950 qui travaille en faveur de citoyens suisses victimes de sinistres à l'étranger.

## Histoire[5]
L'organisation est fondée en 1916 par la Nouvelle société helvétique comme l'organe représentatif de défense des intérêts de la Cinquième Suisse qui est inscrite dans la Constitution fédérale depuis 1966. C'est en avril 1918 que la première journée des Suisse de l'étranger est organisée à Bâle. Cette tradition traverse ensuite les années pour devenir progressivement un congrès annuel.
Le premier secrétariat permanent est ouvert en 1919 à Genève. En 1923, l'organisation est transférée à Fribourg, puis part à Berne en 1928. 
L'OSE change de forme juridique pour devenir une fondation en 1989. Elle obtient, en 1992, l'introduction du droit de vote par correspondance pour les ressortissants suisses à l'étranger lors des scrutins fédéraux. Depuis le début des années 2000, l'organisation a un poids politique de plus en plus important, ce qui pousse les principaux partis politiques du pays à y être représentés. En 2016, le centenaire a été célébré à Berne du 5 au 7 août lors du Congrès annuel mondial des Suisses de l'étranger.